# Pattinaggio artistico a rotelle ai I Giochi panamericani giovanili
Le competizioni di pattinaggio artistico a rotelle ai I Giochi panamericani giovanili si sono svolte dal 3 al 4 dicembre a Cali, in Colombia

## Podi

### Ragazzi
| Evento      | Oro                  | Argento                   | Bronzo            |
| Individuale | Juan Sebastián Lemus | Erik Medziukevicius Leite | Tomas Roman Masia |

### Ragazze
| Evento      | Oro          | Argento              | Bronzo      |
| Individuale | Paulina Ruiz | Martina Della Chiesa | Bruna Wurts |